# 皮提亞運動會
皮提亞運動會是古希腊泛希腊运动会之一，为纪念太阳神阿波罗杀死巨蟒皮同并设立德尔斐神谕，每四年在德尔斐举办一次，最初举办于公元前6世纪并一直持续到公元4世纪。